# Bopyrissa diogeni
Bopyrissa diogeni är en kräftdjursart som först beskrevs av Popov 1927.  Bopyrissa diogeni ingår i släktet Bopyrissa och familjen Bopyridae. Inga underarter finns listade i Catalogue of Life.